# 賀若統
賀若 統（がじゃく とう、生没年不詳）は、中国の南北朝時代の軍人。本貫は代郡。

## 経歴
北魏の雲州刺史の賀若伏連の子として生まれた。勇健にして文学を好まず、蔭官により秘書郎となった。六鎮の乱が起こると、葛栄に従って将帥となった。後に爾朱氏に従った。529年（永安2年）、上党王元天穆に従って邢杲を討ち、功績より当亭県子に封じられた。韓陵の戦いの後、高歓に従った。東魏が建国されると、潁州長史となった。537年（大統3年）、刺史の田迅を捕らえ、潁州ごと西魏に降った。長安に到着し、文帝と面会すると、右衛将軍・散騎常侍・兗州刺史に任じられ、当亭県公の爵位を受けた。ほどなく北雍州刺史に任じられた。死去すると、侍中・燕朔恒三州刺史・司空公の位を追贈された。諡を哀といった。

## 子女
- 賀若敦（賀若弼の父）
- 賀若誼
- 賀若嵩

## 伝記資料
- 『周書』巻28 列伝第20
- 『北史』巻68 列伝第56